# Grupo ERSA
La Empresa Romero S.A., más conocida como ERSA o Grupo ERSA, es un grupo empresarial argentino de transporte de pasajeros, de cargas y de recolección de residuos, con sede en la ciudad de Corrientes, ubicada en la provincia homónima. El Grupo ERSA opera en 6 provincias argentinas y en la ciudad de Buenos Aires.

## Historia
La empresa fue fundada en el año 1963 por Ramón Mario Romero, con el objetivo de prestar servicios de transporte urbano de pasajeros en la Ciudad de Corrientes.
Años más tarde, empieza a operar servicios de larga distancia, inicialmente con servicios turísticos y más tarde, en el año 1992 con el servicio Resistencia - Buenos Aires.
En 2008, ERSA crea la empresa T.E.C.S.A. (Transporte Ersa Cargas S.A.), dedicada al transporte de cargas.
En el 2009, el grupo empezó a operar servicios provinciales de larga distancia en la Provincia de Corrientes. Además, ese mismo año, ERSA adquiere las empresas La Victoria (quién opera el transporte urbano de Paraná, aunque desde 2010 bajo el nombre de ERSA Urbano Paraná) y Fluviales del Litoral (operadora de la línea interprovincial 906). Ese mismo año, ERSA urbano se empezó a hacer cargo de 4 líneas de colectivos (1, 3, 9 y 15) que pertenecían a la empresa 7 de Marzo.
En 2011, ERSA adquiere Rentar (franquicia de Avis), dedicada al alquiler de autos y crea la empresa L.U.S.A. (Logística Urbana S.A.), dedicada al transporte de residuos de las ciudades de Corrientes y Córdoba.
En 2012, adquiere las empresas Cacciola, dedicada al transporte fluvial de pasajeros entre Tigre y Carmelo, Itati de transporte de pasajeros, que une las provincias de Formosa y Corrientes con la ciudad de Buenos Aires, y Panchito López, que opera la Línea 29 del Gran Asunción, Paraguay. Ese mismo año, ERSA forma junto con las empresas Doscientos Ocho Transporte Automotor (DOTA), Nuevos Rumbos y Autobuses Santa Fe una Unión Transitoria de Empresas para operar la empresa Tomás Guido (que se había declarado en quiebra en mayo de ese mismo año). Además en ese año, ERSA Urbano se convirtió en la empresa oficial de la distribución del correo correspondiente al Correo Oficial de la República Argentina en reemplazo de la empresa Logística de Avanzada, del Grupo Macri.
El 10 de julio de 2012, ERSA Urbano comenzó a hacerse cargo del transporte urbano de la ciudad correntina de Saladas. El 31 de marzo de 2015, el intendente de esa localidad, Omar Herrero, había informado que a partir del 15 de abril de ese año iba a comenzar a prestar el municipio el servicio de transporte de pasajeros en reemplazo de ERSA. Para noviembre de 2015, ERSA continuaba operando el servicio.
A finales de 2012, el gobierno de la Provincia de Córdoba licitó las operaciones de la Terminal de Ómnibus de Córdoba. Se presentaron dos oferentes: Complejo Terminal de Ómnibus S.A. (CTOC) y Terminales Cordobesas (del cual, Tarje Bus aparecía como integrante de la sociedad). En un principio, fue pre-adjudicada a Terminales Cordobesas; sin embargo, fue declarada desierta porque CTOC no acreditaba la solvencia suficiente para afrontar la inversión que había propuesto, y porque el Fideicomiso Grupo ERSA (accionista de Tarje Bus, integrante de Terminales Cordobesas) era dueña de empresas que prestan servicios de Transporte de Pasajeros y en el pliego licitatorio decía que no se podían presentar oferentes que estén vinculadas con sociedades que fuesen controladas o controlantes de empresas que prestan servicios de Transporte Automotor de Pasajeros.
En 2013, la empresa comenzó a operar en el transporte urbano de pasajeros de la Ciudad de Córdoba. Originalmente, prestó a través de una U.T.E. con Autobuses Santa Fe, con el que operó las líneas de la empresa T.A.M.S.E. entre septiembre de 2013 y marzo de 2014, mes en el que comenzó a regir el nuevo sistema de transporte y ERSA y Autobuses Santa Fe se repartieron los corredores de TAMSE (quedándose ERSA con los corredores numerados con el 30 y el 80, mientras que Autobuses Santa Fe con los corredores 40, 50 y anulares). El 1 de agosto de 2014, ERSA se hizo cargo del Corredor 20 que operaba la empresa Ciudad de Córdoba, al cual se le rescindieron los contratos de concesión de los corredores que operaba. El 30 de octubre de 2015, se anunció que la ERSA se haría cargo del corredor 70 (que también pertenecía a Ciudad de Córdoba pero que había pasado a manos de Autobuses Santa Fe), quedándose con el 50% del transporte urbano de "La Docta". El traspaso se efectivizó el 1 de noviembre. La llegada de ERSA a la ciudad tuvo varias controversias. Entre esas controversias, se destaca una denuncia hecha en marzo de 2014 por el concejal de la ciudad, Daniel Juez (hermano del entonces senador Luis Juez) al intendente Ramón Mestre por el desvío de subsidios nacionales de T.A.M.S.E. trolebuses a la U.T.E.; por este caso, fueron imputados en septiembre de ese año el intendente Mestre (sobreseído en diciembre), el secretario de Transporte, César Ferreyra, el exsecretario Juan Pablo Díaz Cardeilhac y el dueño de ERSA Juan Carlos Romero.
El 1 de noviembre de 2014, se dio a conocer que ERSA adquirió la empresa misionera Expreso Singer, que pertenecía a la empresa La Nueva Metropol.
El 13 de mayo de 2015, el secretario de Transporte de la Provincia de Córdoba, Gabriel Bermúdez, dio a conocer que ERSA se haría cargo desde el 16 de mayo de los corredores provinciales que prestaba Ciudad de Córdoba hasta que se adjudicaran dichos corredores, sin embargo, ERSA comenzó a operar esos servicios el 17 de mayo. El 26 de mayo se abrieron los sobres licitatorios (hecho que no ocurría desde la última dictadura militar), siendo ERSA la única oferente para cubrir los corredores. El 24 de septiembre de 2015, se le fueron adjudicados los corredores.
A inicios de 2016, ERSA se presentó como una de las empresas (junto con La Nueva Metropol y La Cabaña) para gestionar las líneas que pertenecían a Consultores Asociados Ecotrans, una subsidiaria del Grupo Plaza que controlaba lo que le pertenecía a la otrora Transportes del Oeste, quedándose con las líneas 153, 253 y 321 y operando junto con La Nueva Metropol la línea comunal 503 de Merlo. En septiembre, Autobuses Córdoba (AUCOR), una sociedad escindida de Autobuses Santa Fe creada ese mismo año, anunció que ERSA iba a hacerse cargo desde el 1 de octubre de la gestión operativa de la nueva empresa.
En agosto de 2018 adquiere el piso de la Línea 184 de Buenos Aires, que pertenecía a La Central de Vicente López, del empresario Marcelo Zbikoski, mientras que un mes después, se haría con las líneas 133 y 140, que formaban parte también del Grupo Plaza y se encontraban siendo operadas por la empresa de Zbikoski.
A la fecha 18 de noviembre de 2018,la empresa presenta conflictos laborales con los chóferes de la provincia de Corrientes,que se han autoconvocado en una suspensión de servicios que paraliza el 85% del transporte público urbano y afecta al reciente servicio interprovincial 904 Chaco-corrientes.
El 30 de junio de 2019, cesa sus operaciones la subsidiaria Cacciola debido, según la empresa, al "efecto de la devaluación de la moneda y el incremento del dólar estadounidense", situación que "afecta los costos de operación internacionales de la compañía que se encuentran dolarizados, la reparación y el mantenimiento de los buques, sus repuestos y gastos, para operar en condiciones seguras".

## Subsidiarias

### Vigentes
- AVIS Rentar, franquicia dedicada al alquiler de autos con 14 oficinas en el país.[9]
- ERSA, empresa matriz que opera líneas nacionales y provinciales de larga distancia.
- ERSA Logística, empresa que distribuye los servicios electorales correspondientes al Correo Oficial de la República Argentina.[55]
- ERSA Urbano, operadora de líneas urbanas de transporte de pasajeros en Argentina.
- Expreso Singer, empresa de colectivos que une Puerto Iguazú, Posadas, Oberá y Curuzú Cuatiá, con Buenos Aires, Rosario y Córdoba (e intermedias).[56] También brinda servicios provinciales en Misiones.[57]
- Fluviales (Empresa de Transportes Fluviales del Litoral S.A.), empresa de colectivos que opera la Línea 906, que une las ciudades de Santa Fe y Paraná.[9] También opera un servicio interurbano en el Departamento Paraná, uniendo la ciudad de Paraná con Viale, María Grande y distintas aldeas y áreas rurales de la zona.[58][59]
- ITATI, empresa de colectivos que une las ciudades de Formosa, Itatí y Resistencia, con Buenos Aires.
- LUSA (Logística Urbana S.A.), empresa dedicada al transporte de recolección de residuos.[9] Actualmente, opera en las ciudades de Córdoba y Corrientes.
- TECSA (Transporte Ersa Cargas S.A.), empresa de transporte de carga que opera en el litoral.[9]

### Caducadas
- Cacciola, empresa de transporte fluvial de pasajeros que unía Tigre con Carmelo, en Uruguay (sus operaciones cesaron el 30 de junio de 2019).[9]
- Panchito López, operaba la Línea 29 de Gran Asunción, Paraguay. Cesando sus servicios a mediados del año 2019.
- Tarjebus (Tarje Bus S.A.), empresa que explotaba el sistema de tarjetas sin contacto recargables, implementado en las ciudades de Corrientes, Resistencia y Paraná.[5][60][61] Siendo reemplazada en las tres ciudades por la tarjeta SUBE.

## Transporte urbano

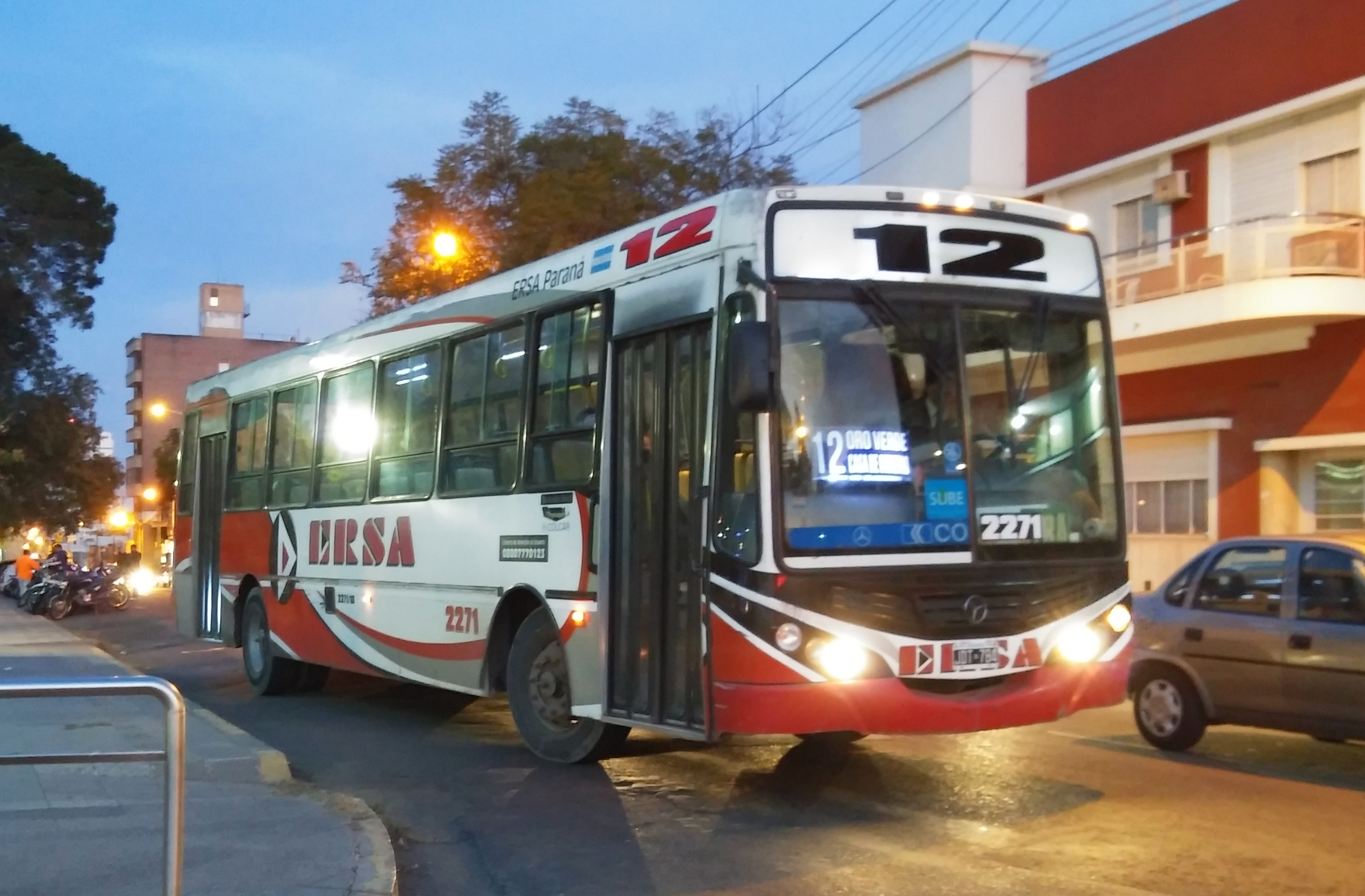
Unidad de la línea 12 de Paraná.

En la actualidad, ERSA opera servicios Servicios Urbanos en las ciudades de Córdoba, Corrientes,
Saladas  , Resistencia, Ciudad de Barranqueras, Santa Fe, Paraná y el Gran Buenos Aires.
- Ciudad de Saladas Provincia de Corrientes: Línea Urbano

De 6:30 a 20:30.
- Corrientes: Líneas 102, 103, 104 (Transporte San Lorenzo S.A. -T.S.L.U.T.E-), 105, 106, 108 (Transporte San Lorenzo S.A. -T.S.L.U.T.E-) y 109.[62]

- Gran Buenos Aires:
  - Líneas propias:

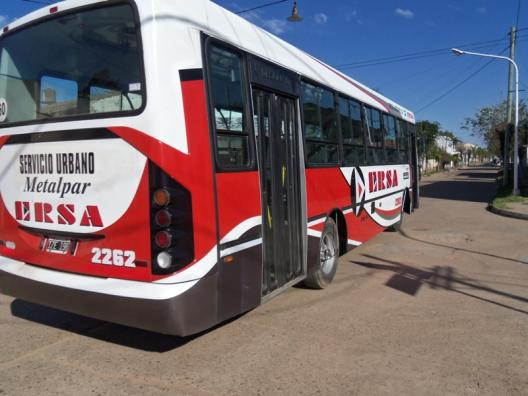

    - Como Micro Ómnibus Saavedra S.A.T.A.C.I.
      - 19: Estación Once de Septiembre - Boulogne Sur Mer
      - 153: Estación Liniers - Barrio Nuevo (Partido de Merlo)
      - 253: Liniers (Partido de Tres de Febrero) - Barrio Nuevo
      - 321: Estación Castelar - Barrio Marina[63]

    - Como ERSA Urbano
      - 133: Villa Martelli - Barracas
      - 140: Boulogne Sur Mer - Correo Central
      - 184: Boulogne Sur Mer - Villa Adelina - Estación Federico Lacroze

  - En Conjunto 
    - Con La Nueva Metropol: Línea comunal 503 de Merlo

- Paraná: 
  - Líneas propias 1, 3, 5, 6, 10, 11, 15, 17, 22, 22E, 23 y 24.[64][65][66]
  - Líneas en conjunto con T. Mariano Moreno: 2, 4, 7, 8, 9, 12, 14, 16 y 20.

- Resistencia: Líneas 2, 9, 101, 106, 107, 204, 205.[67][68][69]

- Santa Fe: Líneas 1, 2, 3, 9 , 15 y 20 .[67][70][71]

- Ciudad de Córdoba: Líneas 20, 23, 24, 25, 26, 27, 28, 29, B30, 41, 42, 43, 44, 45, B40, 50, 51, 52, 53, 54, 55, B50, 70, 71, 72, 73, 74, 75, B70, 600 y 601 Línea Aerobus Córdoba. Las líneas 21, 22, 26 y 86 fueron suprimidas durante el inicio de la emergencia en el sistema de transporte en agosto de 2020. En tanto, las líneas 30, 31, 32, 33, 34, 35, 36, 80, 81, 82, 83, 84 y 85 fueron transferidas a Coniferal y TAMSE en octubre de 2021. El 1 de marzo de 2022, vuelven a circular las líneas 22, 26, nada más ellos, los otros siguen sin circular, el 29 de enero de 2023, la línea 21, vuelve a circular pero con el recorrido distinto[25][27][28][29][30][72][73][74][75][76]

## Transporte Media Distancia
Ersa presta servicio de Media Distancia en las Provincias de Córdoba y Corrientes.
Expreso Singer también presta servicio de Media Distancia en La Provincia de Misiones .

#### Línea de la Provincia de Córdoba
- Córdoba - Juárez Celman
- Córdoba - Villa Allende x Aeropuerto.
- Córdoba - Dean Funes
- Córdoba - Agua de Oro
- Córdoba - Jesús María
- Córdoba - Jesús María x Río Ceballos.
- Córdoba - Río Ceballos
- Córdoba - Bouwer (Línea 29)
- Córdoba - Villa Dolores
- Córdoba - Cruz del Eje - Soto
- Córdoba - Serrazuela
- Jesús María - Colonia Caroya
- Deán Funes - Lucio V Mansilla

## Líneas Interprovinciales
Ersa empezó a Cubrir el recorrido de la Empresa Ticsa Línea 904 que une Resistencia Chaco [] - Corrientes []. La Empresa Fluviales Recorre Santa Fe  - Paraná.
- Línea 904 -.

- Línea 906 -.

## Problemas económicos
En la ciudad de Asunción, en el año 2018, la empresa decide abandonar los servicios de la Línea 29 debido a la obra del metrobús en dicha ciudad, que obligó a la 29 a desviarse varios km y de manera que perdió usuarios, por esto ya no pudo sostenerse el servicio. Finalmente, el 26 de diciembre de ese año, transfirió el paquete accionario a Cotrisa y Lince.
Otra situación que se generó, también a fines del año 2018, fueron los problemas económicos que atraviesa la empresa hasta el día de hoy, debido a la crisis económica por la cual se ve afectada toda la República Argentina. La ciudad más afectada fue Santiago del Estero, en la que ERSA tuvo que abandonar los servicios que tenía en esa ciudad (Líneas 110, 112, 114, 116, 119, 120), al considerar que son los menos rentables que tiene.
En el mes de febrero del 2019, la empresa presenta el Concurso Preventivo de Crisis, ante la justicia de la Provincia de Corrientes, para buscar una solución a sus deudas con empleados, proveedores y concesionarias.
Más tarde en el mes de julio del 2019, la empresa ERSA en conjunto con T. Mariano Moreno que conforman la UTE "Buses Paraná", presenta Concurso Preventivo de Crisis en la justicia de la Provincia de Entre Ríos, esto debido a las protestas, asambleas y reiterados paros por parte de los empleados, respaldados por el sindicato, en reclamo por falta de pago de haberes de los meses de mayo y junio, el incumplimiento del pago del medio aguinaldo del mes de julio, la falta de provisión de indumentaria de invierno para los choferes y el mal estado de las unidades. "Buses Paraná U.T.E.", conformada por ERSA Urbano Paraná y T. Mariano Moreno, tiene a su cargo el 100% del transporte urbano de la ciudad de Paraná, así como también la totalidad de las líneas metropolitanas del Gran Paraná, que en este último tiempo a la empresa se le ha vuelto casi imposible mantener todos los servicios, por lo que comenzaron a recortar horarios, y no se descarta la eliminación de recorridos y despidos de trabajadores.